# Karen og Ebbe Clemmensen
Karen Mundt Clemmensen, født Mundt (31. december 1917 i København – 21. december 2001) og Ebbe Thejll Clemmensen (17. april 1917 i København – 18. februar 2003) var et dansk arkitektpar, der fra 1946 drev tegnestue sammen. Parret Clemmensen arbejdede desuden sammen med Jarl Heger om en række arbejder 1958-1985. I efterkrigstidens Danmark var de eksponenter for en modernisme, der byggede på såvel traditionel byggeskik som den danske funktionelle tradition. De stod bag værker som Kildeskovshallen i Gentofte og LO-skolen i Helsingør.

## Virke
Ebbe Clemmensen var søn af arkitekt og arkæolog Mogens Clemmensen og maleren Augusta Thejll Clemmensen, f. Thejll. Han giftede sig 25. februar 1939 i København med Karen Mundt, datter af arkitekt Holger Mundt og maleren Harriet Mundt, f. Fischer-Jørgensen. 
Karen Clemmensen blev student fra Sønderborg Statsskole 1935 og gik på Kunstakademiet 1935-1942. Hun var ansat hos Kaj Gottlob 1939-42. Ebbe Clemmensen blev student fra Metropolitanskolen 1936 og gik på Kunstakademiet fra oktober 1936 til maj 1941. Han var medarbejder hos Poul Holsøe og Frits Schlegel. Fra 1946 havde de fælles tegnestue. Ebbe Clemmensen var desuden lærer i bygningskunst ved Kunstakademiets Arkitektskole fra 1952 og var professor i bygningskunst sammesteds 1964-1987. Han var medlem af Statens Kunstfonds repræsentantskab 1973-77. 
Karen Clemmensen modtog Knud V. Engelhardts Mindelegat 1948, Akademiets stipendium 1951 og 1953 og Zacharias Jacobsens Legat 1962. Hun var medlem af flere dommerkomiteer, bl.a. i konkurrencen om en kommuneskole i Åbyhøj 1956, i konkurrence om vej- og bebyggelsesplan ved Ringsted 1963 samt censor ved Charlottenborg Forårsudstilling 1964. Hun sad i Træprisens bedømmelseskomite 1979. 
Ebbe Clemmensen modtog Neuhausens Præmie 1949, den lille guldmedalje (for et forlystelsesetablissement) 1950, Akademiets stipendium 1950, Zacharias Jacobsens Legat 1951 og 1962 samt Ny Carlsbergfondets Romerstipendium 1959 og 1961.
Sammen modtog parret: Emil Bissens Præmie 1955, Eckersberg Medaillen 1961, Træprisen 1968, diplom fra Foreningen til Hovedstadens Forskønnelse 1969, præmieringer i Gentofte, Gladsaxe og Helsingør Kommuner samt C.F. Hansen Medaillen 1993. 
Ebbe Clemmensen skrev i 1950 om sit guldmedaljeprojekt: "Folk må ikke være ængstelige for at gå derind, fordi de ikke er elegante nok eller velforsynede med penge.", og parrets produktion adskiller sig fra andre danske modernisters værker, fx Arne Jacobsens minimalistiske æstetik. I stedet er Karen og Ebbe Clemmensens huse præget af håndværk, der er tydeligt aflæseligt – murede flader, og en horisontal snarere end vertikal orientering.
Ebbe Clemmensen var involveret i modstandsbevægelsen som deltager i Den Danske Brigade fra april 1945.

## Værker
- Restaurering af Kliplev Kirke, Sønderjylland (1951-59, sammen med Holger Mundt)
- Møbler og udsmykning af byrådssalen, Rødby Rådhus (1952-54)
- Eget hus , Solbakkevej 57, Gentofte (1953, præmieret 1954)
- Altergitter, tæpper, belysning m.m. til Toftlund Kirke (1954)
- Arrangement af udstilling for Dansk Kunsthåndværk og -industri (1956)
- Sølvkammer, Nationalmuseet, København (1957)
- Skive Seminarium, Skive (1957-59)
- Ombygning af samme til Skive Gymnasium og HF (1970)
- Drikkefontæne til skole i Tørring (1958)
- Tekstiler for Almedahl (1959)
- Dansk Boghåndværk, Det Kongelige Bibliotek (1960)
- Blågård Seminarium (1962-66, sammen med Jørgen Bo)
- Enghavegård Skole (som ovennævnte)
- Kildeskovshallen, Adolphsvej 25, Gentofte (1. etape 1966-69, 2. etape 1970-72, præmieret af Foreningen til Hovedstadens Forskønnelse 1969, fredet 2000)
- Kong Frederik IX's Klokkespil i Løgumkloster (1973)

### Sammen medJarl Heger
- Tilbygning af musikfløj til Enghavegård Skole (1964) og udvidelse af samme (1974-75)
- Tilbygning af venterum, Matthæus Kirke, København (1967)
- Belysning og altertavle m.m. Løgumkloster Kirke (1977-79)
- Tilbygning til LO's konferenceejendom Højstrupgård, Helsingør (1965-66, præmieret 1966)
- LO-skolen, Helsingør (1967-69, udvidet 1973-84, præmieret 1969, fredet)
- Ambassadørbolig, Ottawa, Canada (1971-72)
- Elevboliger og boldhal, Brejninggård Efterskole, Spjald (1977, udvidet 1980-85)
- Renovering af Grønnegade 12-14, København (1978, præmieret 1978)
- Tilbygning til Sankt Elisabeths Hospital, Amagerbro (1979, siden nedlagt)
- Butik, Cranks, Pistolstræde, København (1983 nedlagt 1990)
- Lydstudier, biograf, Det Danske Filminstitut (1983)
- DSB, stykgodsterminal, Ringsted (1984)
- Restaurering af Birchs Gård, Kongens Lyngby (1984, præmieret)
- Møbler for Fritz Hansen

### Konkurrencer
- Hustyper i gasbeton (1941, præmieret)
- Administrationsbygning for Københavns Amt (1942, indkøbt)
- Rådhus i Skagen (1942, 3. præmie)
- Mønsterbebyggelse i Lyngby (1945, præmieret)
- Community-centre i Tollered, Sverige (1946, 1. præmie)
- Byplan for Borås, Sverige (1947, indkøbt)
- Seminarium i Skive (1955, 1. præmie)
- Kirkebelysning (1957, indkøbt)
- Højskole ved Helsingør (1958, 2. præmie sammen med Jarl Heger)
- Kapelkrematorium i Aalborg (1964, 2. præmie)
- Kulturcenter i Gentofte (1969)